# Syntrichia alpina
Syntrichia alpina là một loài Rêu trong họ Pottiaceae. Loài này được (Bruch & Schimp.) Jur. miêu tả khoa học đầu tiên năm 1882.